# 浅野均
浅野 均（あさの ひとし、1955年3月21日 - ）は日本画家。現在、創画会会員、京都市立芸術大学教授。

## 略歴
- 1955年（昭和30年）3月21日、大阪府大阪市東成区に生まれる。3人兄弟の長男で、弟に陶芸家の浅野哲がいる。父は関西電力勤務で、当時、電力需要の高まりから、父は発電所長として近畿各地を中心に水力発電所に赴任し、家族を伴って転居を繰り返す。最後の転勤先、岐阜県加茂郡八百津町八百津の丸山ダムは取りわけ印象的で、山深いダム周辺の景観が現在まで続く原風景となる。そのため幼稚園は5回転園、小学校は8回転校している。
- 1973年（昭和48年）京都府立桂高等学校卒業。在校中、ここで教鞭を執っていた日本画家新井富美郎（西山英雄門下）に出会う。
- 1975年（昭和50年）京都市立芸術大学美術学部美術科日本画専攻に入学。在学中、当時、講師だった曽布川寛（現京都大学名誉教授）の「宋代絵画史」など中国美術史の講義を受け、感化され、多大な影響を受ける。
- 1978年（昭和53年）第5回創画展に《夏の碑》で初入選。
- 1979年（昭和54年）京都市立芸術大学美術学部卒業。同大学美術専攻科（現大学院）入学。在学中は土田麦僊に憧れ、花の写生に没頭するも麦僊には到達出来ないと悟り、風景画に転向した。
- 1981年（昭和56年）京都市立芸術大学美術専攻科修了。第8回創画展で《過ぎゆく雨》入選。都会風景を描く。
- 1982年（昭和57年）京都府美術選抜展で《過ぎゆく時に①》が京都府買上。第8回春季創画展で春季展賞受賞。第九回創画展で《静かな地平》が創画会賞受賞。曽布川寛を中心に京都市立芸術大学の教員・卒業生・学生で中国旅行するのに参加、北京・大同・太原・洛陽・西安・上海などを2週間でまわる。初めての中国本土体験。
- 1983年（昭和58年）第1回京都府美術工芸選抜展で《彼方へ》が京都府買上。第10回創画展で《静かな山河》が創画会賞受賞。第17回現代美術選抜展に《静かな地平》(前年の創画展出品作）が選抜出品。
- 1984年（昭和59年）文化庁芸術家国内研修員となる。第10回春季創画展で《町はずれ》入選。第11回創画会展で《町はずれ》入選。第4回天展（天理教道友社主催、現天理ビエンナーレ）で《過ぎ行く時に》が大賞受賞。筍々会展（京都府立文化芸術会館）に《流れ行く》出品。
- 1985年（昭和60年）第3回京都美術工芸選抜展で《花咲く丘》が京都府買上。第11回春季創画展で《町一隅》入選。京展に《川辺の町》依嘱出品、栖鳳賞受賞。第1回京都画壇日本画秀作展に《町一隅》（この年の春季創画展出品作）招待出品。第12回創画展で《川辺の町》入選。
- 1986年（昭和61年）第12回春季創画展で《丘と夕闇と》入選。'86選抜展（京都市美術館）に《川辺の町》（前年の創画展出品作）出品。第2回京都画壇日本画秀作展に《川辺の町》（前年の創画展出品作）招待出品。第13回創画展で《夕晴れの彼方》が創画会賞受賞。
- 1978年（昭和53年）第13回春季創画展で《寂しきもの》入選。'87選抜展（京都市美術館）に《夕晴れの彼方》（前年の創画展出品作）出品。京都府主催京の四季展に《淀城跡》出品。第14回創画展で《夕晴れの丘》創画会賞受賞。創画会会員となる。昭和30年代生まれとしては初の会員で、続く30年代生まれは小池一範（1962年生、1994年会員）。前身の創造美術から見ても、32歳の会員推挙は、麻田鷹司23歳、朝倉摂・加山又造・小嶋悠司29歳、稗田一穂31歳に次ぎ、伊藤彬・小池一範とともに第4位の若さ。第9回山種美術館賞展で《静かな地平》(山種美術館蔵)が大賞受賞。第21回現代美術選抜展（文化庁主催）で《夕晴れの彼方》（前年の創画展出品作）選抜出品。
- 1988年（昭和63年）第3回京都画壇日本画秀作展に《寂しきもの》（前年の春季創画展出品作）招待出品。成安造形短期大学日本画コース非常勤講師となる（～1991年）。第14回春季創画展に《向晩風》出品。'88選抜展（京都市美術館）に《夕晴れの丘》（前年の創画展出品作）出品。第15回創画展に《山河行―涙月》出品。これまでの画業に対し、第6回京都府文化賞奨励賞受賞。海外派遣。
- 1989年（平成元年）第4回京都画壇日本画秀作展に《向晩風》（前年の春季創画展出品作）招待出品。第15回春季創画展に《山河行―感懐》出品。第10回山種美術館賞展に《哀江頭》出品。第16回創画展に《早行寒気》(京都国立近代美術館寄託)出品。
- 1990年（平成2年）第五回京都画壇日本画秀作展に《好風―感懐》(前年の春季創画展出品作《山河行―感懐》を改題) 招待出品。東京 資生堂ギャラリーにて個展―山河行―開催、《朝霧寒気》（山種美術館蔵）《山光暮煙》《千里悲愁》《江山悲風》など出品。第1回京都新聞社賞展に《山光暮煙》（このとしの個展出品作）出品。第12回日本秀作美術展（髙島屋）に《早行寒気》(前年の創画展出品)出品。第16回春季創画展に《寒林暮雨》出品。第17回創画展に《暮雲春樹》出品。山種美術館「日本の四季」展に《朝霧寒気》(山種美術館蔵、このとしの個展出品作)出品。
- 1991年（平成3年）第6回京都画壇日本画秀作展に《早行寒気》（1989年の創画展出品作）招待出品。第2回京都新聞日本画賞展で《山河行―明け行く山河》が優秀賞受賞。このとし京都芸術短期大学が設置した京都造形芸術大学芸術学部日本画専攻専任講師となる（～1995年、助教授）。第17回春季創画展に《山河在》出品。第13回日本秀作美術展に《残紅双樹》(前年の個展出品作)出品。第18回創画展で《春望》が文化庁買上となる(京都国立近代美術館蔵)。
- 1992年（平成4年）第7回京都画壇日本画秀作展で《山河在》（前年の春季創画展出品作）招待出品。文化庁買上優秀作披露展（日本芸術院開館）に《春望》(前年の創画展出品作)出品される。いのち賛歌日本画100人展（京都府主催）に《夏去ル》出品。第18回春季創画展で《雪ヲ呼ブ山河》出品。スペインバルセロナ サグラダファミリア教会で開催のバルセロナ日本画美術展に《山河在リ》出品。第19回創画展に《秋興山河》出品。第26回現代美術選抜展に《春望》(前年の創画展出品、文化庁買上作)出品される。中国 北京中央美術学院画廊にて個展開催、《早行寒気》(1989年の創画展出品作、のち京都国立近代美術館寄託)《過ぎ行く時に②》（1984年の天展出品作）など出品。
- 1993年（平成5年）第8回京都画壇日本画秀作展に《春望》(1991年の創画展出品作、京都国立近代美術館蔵)招待出品。第3回タカシマヤ文化基金新鋭作家奨励賞受賞。東京 日本橋三越にて個展―山河在―開催、《春の浪》《江南春》《春寒波涛》など出品。第19回春季創画展に《残照の木立》出品。 '93選抜展（京都市美術館）に《雪ヲ呼ブ山河》（前年の春季創画展出品作）出品。第20回創画展に《少年時代》出品。
- 1994年（平成6年）第9回京都画壇日本画秀作展に《残照の木立》（前年の春季創画展出品作）出品。'94両洋の眼・現代の絵画展に《幻春》出品。第20回春季創画展で《寄り添ふ樹》出品。平安遷都1200年 12人の作家展（京都文化博物館）に《春の浪》《江南春》（前年の個展出品作）《少年時代》(前年の創画展出品)《寄り添ふ樹》（この年の春季創画展出品作）など出品。平安遷都1200年 美術選抜展（京都市美術館）に《春夢》出品。第21回創画展に《残照》出品。文化庁芸術家在外研修員として中国 北京中央美術院へ派遣(～1995年）。西安近郊の遺跡で拾った古瓦の線刻文を見て、色は残らなくても線はこのように幾千年の後も残ると悟り、あらためて線の重要さに気づく。
- 1995年（平成7年）'95両洋の眼 現代の絵画展に出品。京都造形芸術大学芸術学部助教授となる（～1999年、1996年～大学院助教授兼任）。第21回春季創画展で《樹間寂莫》出品。第17回日本秀作美術展で《幻春》(前年の両洋の眼 現代の絵画展出品作)出品。第22回創画展で《樹間孤独》出品。京都 蔵丘洞画廊にて個展「シルクロード石窟寺院デッサン展」開催。京都 林田画廊・名古屋 いづみ画廊にて二人展開催。
- 1995年（平成7年）'96両洋の眼 現代の絵画展に《過夏》出品。日本画の新世代展（大丸ミュージアム）に出品。第22回春季創画展に《横臥春岳》出品。第23回創画展で《横臥山岳》出品。
- 1997年（平成9年）'97両洋の眼 現代の絵画展に《逆風》出品。創画会50周年記念 第23回春季創画展に《山岳・慈光》出品。現代京都の日本画―気鋭の15人展に《雪ヲ呼ブ山河》(1992年の春季創画展出品作)《幻春》（1994年の両洋の眼 現代の絵画展出品作）《寄り添ふ樹》（1994年の春季創画展出品作）《残照》（1994年の創画展出品作）《横臥春岳》（前年の春季創画展出品）など出品。第24回創画展に《春岳の夢》出品。
- 1998年（平成10年）'98両洋の眼 現代の絵画展に《寒気》出品。第24回春季創画展に《幽谷》出品。渋谷区立松濤美術館 特別展図録『中国絵画を楽しむ 橋本コレクションを中心に』に「明末清初絵画の魅力」掲載。第20回日本秀作美術展で《春岳の夢》(前年の創画展出品)出品。第25回創画展で《晩谿》出品。東京 ナカジマアートにて個展開催。
- 1999年（平成11年）'99両洋の眼 現代の絵画展に《晩岳》出品。日本画の新世代展（大丸ミュージアム）に《夢色山河》出品。文化庁主催 DOMANI明日展1999（安田火災東郷青児美術館）に《寄り添ふ樹》（1994年の春季創画展出品作）《樹間孤独》（1995年の創画展出品作）《横臥春岳》（1996年の春季創画展出品作）《横臥山岳》（1996年の創画展出品作）《春岳の夢》(1997年の創画展出品作) 《幽谷》（前年の春季創画展出品作）出品。京都市立芸術大学美術学部助教授となる。第25回春季創画展に《春岳・山気》出品。今治しまなみ海道絵画展（今治市美術館・愛媛県美術館）に《滋光の彼方》出品。第26回創画展に《高原風光》出品。第21回日本秀作美術展に《寒気》(前年の両洋の眼 現代の絵画展出品作)出品。このとし、奈良県立万葉文化館のため万葉歌「草枕 旅行く君と 知らませば 岸の埴生に にほはさましを」（巻1―69　清江娘子）に取材して《黄土色の恋》（奈良県立万葉文化館蔵）制作。また、信貴山朝護孫子寺玉蔵院のために襖絵《春秋山河》8面を描く。
- 2000年（平成12年）'00両洋の眼 現代の絵画展に《山岳の夢》出品。大三島美術館「日本画のエポック2000年展」に《横臥山岳》(1996年の創画展出品作)出品。第26回春季創画展に《晴嵐》出品。京都市立芸術大学創立120年記念展（京都市美術館）に《寒気》（1998年の両洋の眼 現代の絵画展出品作）出品。第22回日本秀作美術展に《高原風光》(前年の創画展出品)出品。第12回MOA岡田茂吉賞展優秀賞受賞、同展（MOA美術館）に《早行寒気》(1989年の創画展出品)《春望》(1991年の創画展出品作) 《雪ヲ呼ブ山河》(1992年の春季創画展出品作) 《幻春》（1994年の両洋の眼 現代の絵画展出品作）《春岳の夢》(1997年の創画展出品作) 《幽谷》（1998年の春季創画展出品作）《晴嵐》（この年の春季創画展出品作）が出品される。第27回創画展に《光の山河》出品。
- 2001年（平成13年）'01両洋の眼 現代の絵画展で《山岳の詩①》が河北倫明賞受賞。第27回春季創画展に《山岳の詩②》出品。第23回日本秀作美術展に《光の山河》(前年の創画展出品作)出品。『美術フォーラム21』4号に現代作家紹介として山岡泰造「浅野均の作風　風景画に新風を吹き込むか」で採り上げられる。第28回創画展に《雲湧深処》出品。
- 2002年（平成14年）'02両洋の眼 現代の絵画展に《雲湧の間》出品。タカシマヤ文化基金設立10周年記念タカシマヤ美術賞展に《山岳の詩③》出品。第28回春季創画展に《冬岳》出品。第24回日本秀作美術展に《山岳の詩①》(前年の両洋の眼 現代の絵画展出品作、大原美術館蔵)出品。第29回創画展で《山影深処》出品。第1回東山魁夷記念 日経日本画大賞で《雲湧深処》(前年の創画展出品作)が大賞受賞、同展（東京 ニューオータニ美術館）に《雲湧深処》出品される。神戸 花岡画廊で個展開催。
- 2003年（平成15年）'03両洋の眼 現代の絵画展に《天地の境①》出品。第29回春季創画展に《天地の境②》出品。第25回日本秀作美術展で《山影深処》(前年の創画展出品作)出品。現代日本画の旗手展 (天童市美術館・佐藤美術館）に《早行寒気》(1989年の創画展出品) 《寄り添ふ樹》（1994年の春季創画展出品作）《高原風光》（1999年の創画展出品作）など出品される。第30回創画展に《大塊深奥》出品。
- 2004年（平成16年）山種美術館「壮麗な屏風絵の世界展」に《朝霧寒気》（山種美術館蔵）出品される。'04両洋の眼 現代の絵画展に《天地の根》出品。第30回春季創画展に《大塊深処》出品。『日本経済新聞』文化欄で連載「山河のきらめき十選」を執筆。第31回創画展に《大塊雲起》出品。川越市立美術館「文化庁買上優秀美術作品展 戦後美術 俊英の煌めき」に《春望》（京都国立近代美術館蔵）出品される。
- 2005年（平成17年）'05両洋の眼 現代の絵画展に《大塊内奥》出品。第31回春季創画展に《天地の根》出品。富山県立近代美術館「富山を描く平成の20景」に《奥鐘山から》出品（富山県立近代美術館蔵）。幼いころ、転々と移り住んだ水力発電所のなかでも最後の岐阜 丸山ダムは発電量が関西電力の中でも黒部ダムに続いて第2位だったことが鮮明に記憶にあり、黒部のある富山を描いてみたいと考えた。
- 2006年（平成18年）'06両洋の眼 現代の絵画展に出品。第32回春季創画展に出品。京都 カギムラ画廊にて個展開催、《凍涯》《山岳の詩》《山気》のほか大塊をテーマに《大塊内奥》《大地の骨》など出品。第33回創画展に《大塊無尽》出品。創層展（京都市美術館別館）に《碧風》出品。
- 2007年（平成19年）京都市立芸術大学教授となる（～現在）。文化庁主催 ＤＯＭＡＮＩ　明日展2007（損保ジャパン東郷青児美術館）に《大塊深奥'05》・《天地の根》出品。第33回春季創画展に《碧海》出品。国立新美術館「文化庁芸術家在外研修制度40周年記念「旅」展―異文化との出会い、そして対話―」に《山岳深所》出品。第34回創画展に《山雲追壊》出品。東京 ナカジマアートにて個展―風景の革新―開催。第3回奈良県万葉日本画大賞展で審査員をつとめる。日本画の革新 創画会60年展―創造美術からの流れ―（茨城県天心記念五浦美術館・浜松市秋野不矩美術館ほか）に出品。
- 2008年（平成20年）'08両洋の眼 現代の絵画展に《追壊の景》出品。第34回春季創画展に《追壊の景》出品。遠き道展―はて無き精進の道程―（明石市立文化博物館ほか）に《早行寒気》出品。第35回創画展に《金色の園》出品。
- 2009年（平成21年）第35回春季創画展に《大塊》出品。京都ギャラリー唯で個展―画　山水―開催。10月2日～12月23日、奈良県立万葉文化館で浅野均展―アルカイックへの遡上―開催、代表作55点と素描17点出品される。

## 主な作品
- 《雲湧深処》2003年
- 《春望》1991年、京都国立近代美術館蔵